# ريمكس أو إس
ريمكس أو أس (بالإنجليزية: Remix OS)‏ هو نظام تشغيل لأجهزة الحاسوب، وهو مبني على أندرويد-إكس86 — نسخة معدلة من نظام أندرويد. يتيح النظام للمستخدمين تشغيل تطبيقات أندرويد على جهاز الحاسوب ، يدعم العتاد مثل الفأرة ولوحة المفاتيح، كما يحتوي على برامج كمدير الملفات ومشغل الوسائط.
تم تطويره من قبل جيدي للتكنولوجيا، أعلن عنه في يناير-جانفي 2016. ويمكن استخدامه دون أي تكلفة. النسخة التجريبية الأولى من نظام التشغيل ريميكس يركب في القرص الصلب ويدعم معمارية 32 بت وUEFI والتحديثات OTA. على عكس أندرويد-إكس86، الكود المصدري لريميكس ليس متاحا للعامة.

## جيدي للتكنولوجيا
تأسست جيدي للتكنولوجيا سنة 2014 من قبل ثلاثة مهندسين سابقين في جوجل ،كانت مهمتهم في المؤسسة بناء برمجيات تشتغل على الأجهزة التي يدعمها نظام أندرويد . بعد انفصالهم عن جوجل انطلقوا في مشروع بناء نظام ميني ريميكس، واصبح أول نظام أندرويد يشتغل على جهاز كمبيوتر . المقر العالمي للمؤسسة يقع في بكين الصين.

## مشروع أندرويد-إكس86
تأسس سنة 2009، بدأ المشروع كموقع استضافة لترقيعات كود الأندرويد. بعدها تغير نشاطه ليشمل إضافة أكواد لنواة الأندرويد لتعمل على جميع الأجهزة التي تستخدم أدفانسد مايكرو دفايسز وIntel معالجات x86، بما في ذلك اللاب توب وأجهزة الكمبيوتر المكتبية.